# Joanna Kitzl
Joanna Kitzl (* 1980 in Bern) ist eine deutsche Schauspielerin.

## Leben und Werdegang
Joanna Kitzl wurde in Bern geboren und wuchs in Hamburg auf. Ihr Vater ist der Schauspieler Albert Kitzl. Nach dem Besuch des Charlotte-Paulsen-Gymnasium im Stadtteil Wandsbek, studierte sie von 1998 bis 2002 an der Hamburger Hochschule für Musik und Theater Schauspiel.
Bereits während ihrer Ausbildung debütierte Kitzl 1999 am Ernst-Deutsch-Theater in dem Stück Relax unter der Regie von Pjotr Olev, in der Spielzeit 2000/01 spielte sie in mehreren Inszenierungen am Deutschen Schauspielhaus, unter anderem in der Uraufführung von Lutz Hübners Jugendstück Creeps. Nach Abschluss ihres Studiums erhielt sie ein zweijähriges Engagement am Landestheater Tübingen, 2004 ging sie für ein Jahr an das Zürcher Theater am Neumarkt. Von 2005 bis 2009 folgte eine Verpflichtung an das Theater Heidelberg. Nach Gastauftritten an den Hamburger Kammerspielen (2009) und dem Schauspiel Hannover (2011), trat Kitzl 2011 ein weiteres mehrjähriges Engagement am Badischen Staatstheater Karlsruhe an, das 2015 endete.
1999, ebenfalls während ihres Studiums, begann Joanna Kitzl vor der Kamera zu arbeiten. 2001 und 2017 war sie in zwei Folgen der Krimiserie Bella Block zu sehen. Es folgten weitere Episodenrollen in Serien wie Rosa Roth, Kommissarin Lucas, dem Großstadtrevier oder jerks. mit Christian Ulmen und Fahri Yardim. 2012 wirkte sie in dem ARD-Spielfilm "Riskante Patienten" mit, der mit dem Bernd-Burgemeister-Preis ausgezeichnet wurde. Zudem arbeitet Joanna Kitzl auch als Hörspiel- und Synchronsprecherin.
2002 wurde Kitzl mit dem Darstellerpreis beim Treffen deutschsprachiger Schauspielschulen ausgezeichnet.

## Filmografie (Auswahl)
- 1999: Gezeiten (Kurzfilm)
- 2000: Babykram ist Männersache
- 2000: Küss mich, Tiger
- 2001: Bella Block: Bitterer Verdacht
- 2002: Rosa Roth – Geschlossene Gesellschaft
- 2003: Kleine Freiheit
- 2003: Nachtschicht – Amok!
- 2006: Chiffre
- 2009: The Experimental Witch
- 2010: Die Pfefferkörner – Feuer in der Kita
- 2011: Der Bergdoktor – Die längste Nacht
- 2012: Riskante Patienten
- 2013: Kommissarin Lucas – Lovergirl
- 2013: Tod an der Ostsee
- 2014: Großstadtrevier – Am Abgrund
- 2015: Notruf Hafenkante – Kampf um Lucie
- 2016: Was kostet die Liebe? – Ein Großstadtmärchen
- 2016: Berlin Station – Unter Druck
- 2017: jerks. – Der soziale Abstieg
- 2017: In aller Freundschaft – Die jungen Ärzte – Vertrau mir!
- 2017: Bella Block: Stille Wasser
- 2018: Morden im Norden – Heilende Hände
- 2021: Die Heiland – Wir sind Anwalt: Dreiste Diebe
- 2025: Nord bei Nordwest – Das Nolden-Haus

## Hörspiele
- 2003: Der Rummelplatz des Lebens – Autor: Karl Napf – Regie: Helga Siegle
- 2012: In Zeiten des abnehmenden Lichts (2. Teil: Spasiba sa wsjo/Danke für alles!) – Autor. Eugen Ruge – Regie: Leonhard Koppelmann
- 2013: Die Leoparden brüllen wieder – Autor: Jan Decker – Regie: Mark Ginzler